# Velur
Velur là một thị xã panchayat của quận Namakkal thuộc bang Tamil Nadu, Ấn Độ.

## Địa lý
Velur có vị trí 11°06′B 78°01′Đ / 11,1°B 78,02°Đ Nó có độ cao trung bình là 131 mét (429 feet).

## Nhân khẩu
Theo điều tra dân số năm 2001 của Ấn Độ, Velur có dân số 18.393 người. Phái nam chiếm 51% tổng số dân và phái nữ chiếm 49%. Velur có tỷ lệ 67% biết đọc biết viết, cao hơn tỷ lệ trung bình toàn quốc là 59,5%: tỷ lệ cho phái nam là 75%, và tỷ lệ cho phái nữ là 59%. Tại Velur, 9% dân số nhỏ hơn 6 tuổi.